# Gà Padovana

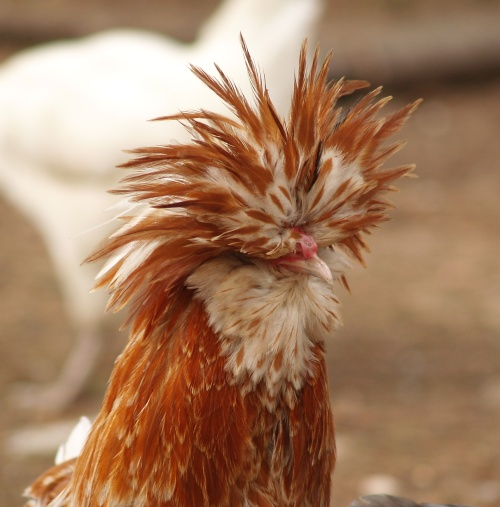
Gallo di Padovana

Gà Padovana hay còn gọi tên gốc là Padovana dal gran ciuffo là một giống gà râu (crested) cổ xưa có kích thước nhỏ được hình thành giống từ thành phố và vùng lân cận của Padova, thuộc vùng Veneto của đông bắc nước Ý, từ đó mà chúng được lấy tên theo địa danh nơi chúng sinh ra. Mặc dù cuộc thảo luận tiếp tục xung quanh nguồn gốc thực sự của nó, những nó đã được công nhận ở Ý như là một giống bản địa của Ý.

## Lịch sử
Lịch sử ra đời từ sớm của Padovana không rõ ràng và là chủ đề của cuộc thảo luận liên tục, cũng như mối quan hệ của nó với giống gà Ba Lan và gà râu Hà Lan (Hollandse Kuifhoen) và những giống Hà Lan có mào râu nâu (Nederlandse Baardkuifhoen), được xem là có nguồn gốc từ Hà Lan, Ba Lan, Nga, hoặc ở những nơi khác. Có những thông tin thường được báo cáo rằng gà Padovana đã được mang từ Ba Lan đến Ý bởi ngài Hầu tước Giovanni Dondi dell'Orologio (1330-1388).
Hai nguồn cung cấp bằng chứng cho những con gà trắng ở châu Âu theo thời La Mã: hai bức tượng bằng đá cẩm thạch của những con gà trắng đã được ghi nhận trong Sala degli Animali của Viện bảo tàng Vatican vào năm 1927 bởi Alessandro Ghigi từ thế kỷ 1 hoặc thế kỷ thứ hai; một hộp sọ gà được khai quật ở West Hill, Uley, Gloucestershire ở Anh cho thấy thoát vị não điển hình của các giống gà ngay từ thế kỷ thứ 4.
Bằng chứng biểu tượng đầu tiên của giống gà này ở Padova là bức tranh tường thuật về Truyền bá của Jacopo da Verona, được vẽ vào năm 1397 ở Oratorio di San Michele Arcangelo (nhà thờ Saint Michael) ở Padova, cho thấy một phụ nữ nông dân nuôi gà mái và gà con. Padovana được mô tả và minh hoạ như Gallina patavina, hay gà mái Padua, bởi Ulisse Aldrovandi trong phần thứ hai của công trình nghiên cứu về khoa học, Ornithologiae tomus alter cum indice copiosissimo variarum linguarum (Bologna, 1600). Trong thế kỷ 21, con số giống gà này vẫn còn thấp. Một nghiên cứu xuất bản năm 2007 đã sử dụng một con số khoảng 1.200 cho tổng số con giống, trong đó có khoảng 300 gà trống. 

## Đặc điểm
Đây là giống gà có tầm vóc nhỏ, trọng lượng trung bình của giống gà này là 1,8-2,3 kg (4,0-5,1 lb) đối với gà trống thì nặng cỡ 1,5-2,0 kg (3,3-4,4 lb) đối với gà mái. Trứng gà thay đổi từ màu kem sang nâu nhạt, và nặng khoảng 35 g hoặc 50 g. Chín kiểu màu lông gà đã được công nhận cho giống gà Padovana, trong số đó có sáu loại được biết đến và ghi lại trong các tài liệu cổ: trắng, đen, bạc, vàng, thêu và diều hâu sẻ ("sparrowhawk"). Da gà có màu trắng và chân có màu xám (chân chì) hoặc đen. Đỉnh đầu không võng và mồng như có thẹo, thùy tai nhỏ, trắng và hoàn toàn bao phủ bởi đỉnh. 